# Opancerzony transporter rozpoznawczy

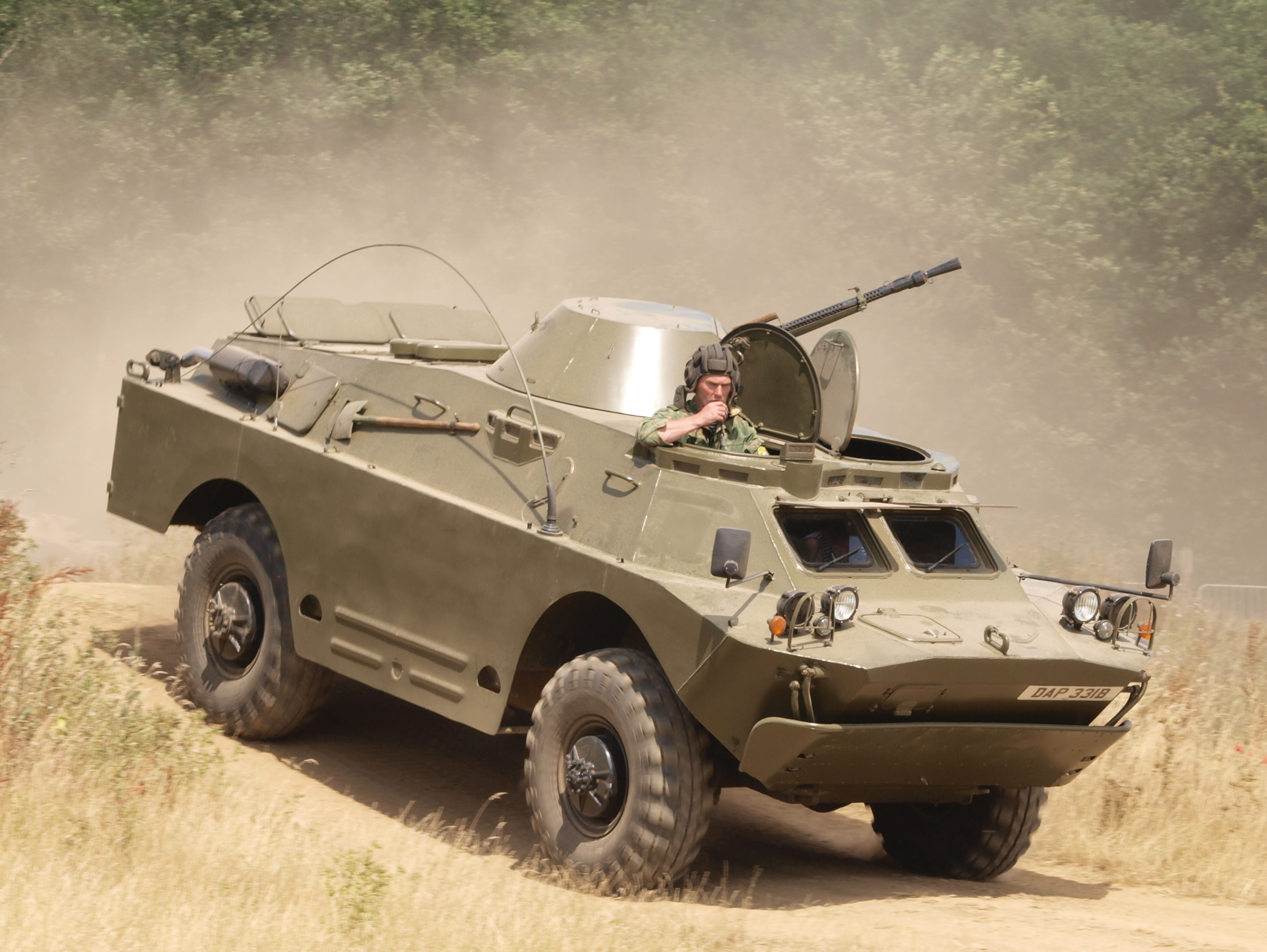
Opancerzony transporter rozpoznawczy BRDM-2

Opancerzony transporter rozpoznawczy – opancerzony pojazd służący do prowadzenia rozpoznania i transportu zwiadowców na polu walki. Jest to wyspecjalizowana odmiana transportera opancerzonego, różniąca się z reguły mniejszymi wymiarami.
Opancerzone transportery rozpoznawcze budowane są zarówno jako terenowe pojazdy kołowe lub gąsienicowe; w okresie II wojny światowej budowano także transportery półgąsienicowe. Wczesne opancerzone transportery rozpoznawcze były z reguły odkryte od góry, od lat 60. budowane są jedynie konstrukcje zakryte. Opancerzenie transporterów opancerzonych chroni zwykle przed pociskami broni strzeleckiej i odłamkami pocisków artyleryjskich. Pojazdy tego typu przewożą zwykle oprócz kierowcy 3-6 żołnierzy zwiadu (załogę pojazdu stanowił ponadto dowódca lub operator uzbrojenia,  o ile nie byli wliczani do zwiadu).
Opancerzone transportery rozpoznawcze uzbrojone są zwykle w karabiny maszynowe kalibru od 7,62 mm do 12,7 mm, na stanowiskach otwartych lub chronionych tarczą pancerną. Rzadziej stosowane są obrotowe wieże (głównie w BRDM-2, uzbrojony w wkm 14,5 mm).
Opancerzone transportery rozpoznawcze jako wyspecjalizowane pojazdy pojawiły się podczas II wojny światowej. Pojazdy tego okresu, to brytyjskie Scout carrier i Universal Carrier (gąsienicowe), niemieckie Sd.Kfz.250 (półgąsienicowe), amerykańskie M3 Scout Car (kołowe) i odmiany Halftrack (półgąsienicowe). Po II wojnie światowej najpowszechniejszymi konstrukcjami tego rodzaju stały się radzieckie BTR-40, potem BRDM-1 i BRDM-2, wyposażony w wieżę obrotową (BRDM-2 klasyfikowany jest też czasami jako opancerzony samochód rozpoznawczy, lecz przewozi on żołnierzy zwiadu, co uzasadnia klasyfikowanie go jako transportera). Mniej rozpowszechnione konstrukcje zachodnie to gąsienicowe: brytyjski FV103 Spartan i amerykański M114. Należy zauważyć, że w konfliktach zbrojnych w praktyce opancerzone transportery rozpoznawcze stosowane były także w roli zwykłych transporterów piechoty, pomimo ich mniejszych możliwości przewozu.
Innymi rodzajami opancerzonych pojazdów rozpoznawczych są kołowe opancerzone samochody rozpoznawcze, nie przewożące co do zasady zwiadowców i czasami posiadające cięższe uzbrojenie, oraz gąsienicowe bojowe wozy rozpoznawcze, powstałe na bazie bojowych wozów piechoty, posiadające silniejsze uzbrojenie i opancerzenie.
Od końca lat 90. powstają konstrukcje lekkich uniwersalnych samochodów opancerzonych, opartych na samochodach terenowych, przewożących kilku żołnierzy, zbliżonych koncepcją do wczesnych opancerzonych transporterów rozpoznawczych typu M3 Scout Car.